# Thecophora apivora
Thecophora apivora är en tvåvingeart som beskrevs av Zimina 1968. Thecophora apivora ingår i släktet Thecophora och familjen stekelflugor. Inga underarter finns listade i Catalogue of Life.